# Roberto Madrigal
Roberto Madrigal García (Città del Messico, 20 aprile 1941) è un tuffatore messicano. Ha rappresentato il Messico ai Giochi olimpici estivi di Roma 1960 e Tokyo 1964 nel concorso dei tuffi dalla piattaforma 10 metri, concludendo in entrambe le edizioni al quarto posto in classifica.